# Comité national olympique tunisien
Le Comité national olympique tunisien (arabe : اللجنة الوطنية الأولمبية التونسية) ou CNOT est le représentant national de la Tunisie auprès du Comité international olympique (CIO).
Le CNOT est rattaché à l'Association des comités nationaux olympiques d'Afrique.

## Histoire
Au lendemain de l'indépendance le 20 mars 1956, la Fédération tunisienne d'athlétisme prend l'initiative de convoquer les fédérations sportives nouvellement créées pour lancer le projet d'un comité olympique national. Le cofondateur et secrétaire général de cette fédération, Mustapha Thraya, entame les démarches auprès de la chancellerie du CIO et un accord définitif est conclu le 20 mai 1957. Le 27 mai, les représentants de 17 fédérations adoptent les statuts du comité et élisent le premier bureau exécutif présidé par Mohamed Ben Abdelkader. C'est le 23 septembre, au cours de la session du CIO, que le CNOT obtient officiellement sa reconnaissance.
Le 11 juin 2009, un nouveau comité est élu ; il se compose de Slim Chiboub (président), Younès Chetali (fi) (vice-président), Hédi M'hirsi, Myriam Mizouni, Ridha Layouni, Tarak Cherif, Mahmoud Hammami, Moncef Ben Abid, Fathi Hachicha, Dhaou Chamakh, Mohammed Hosni, Youssef Kortobi et Rym Zouaoui (secrétaire générale adjointe). Chetali remplace Chiboub comme président à la suite de la révolution tunisienne de 2011.

## Siège

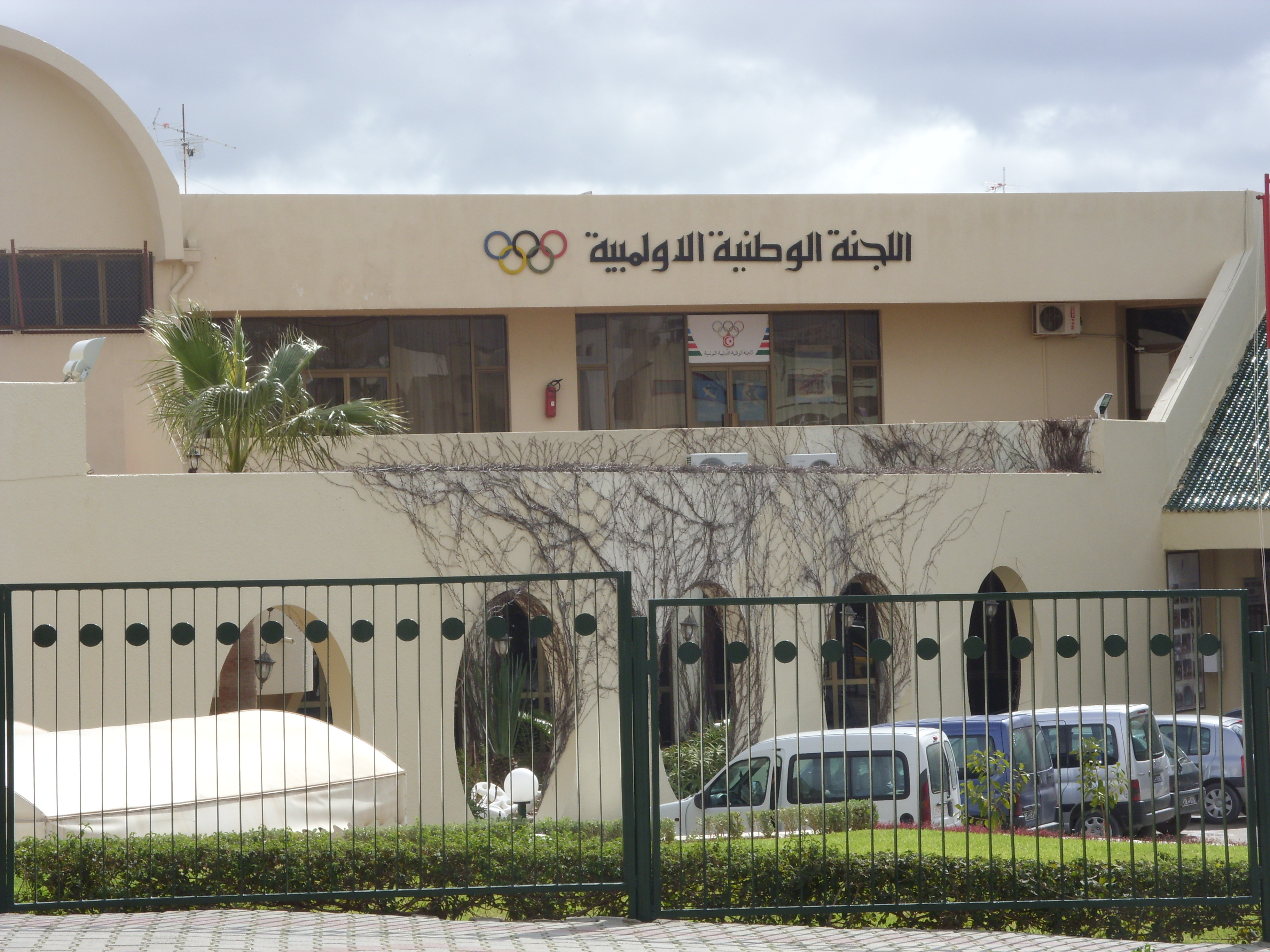
Siège du CNOT à Tunis.

Le premier siège du CNOT se situe au numéro 2 bis de la rue de Strasbourg, rebaptisée rue Pierre de Coubertin en 1964, avant d'être remplacé par le siège actuel situé au sein de la cité olympique d'El Menzah.

## Direction
En mars 2013, le comité exécutif se compose des membres suivants :
- Mehrez Boussayene : président
- Fathi Hachicha : premier vice-président ;
- Ali Benzarti : second vice-président ;
- Salma Mouelhi : secrétaire général ;
- Adel Zahra : secrétaire général adjoint ;
- Hédi Lahouar : trésorier ;
- Lotfi Laâbaied : trésorier adjoint ;
- Skander Hachicha, Mahmoud Hammami, Fathi Kaouèche, Mohamed Hosni, Mounir Ben Slimane, Maha Zaoui, Myriam Mizouni, Aida Lengliz, Anis Lounifi, Abdelkerim Boujemaâ et Adel Zahra : membres.

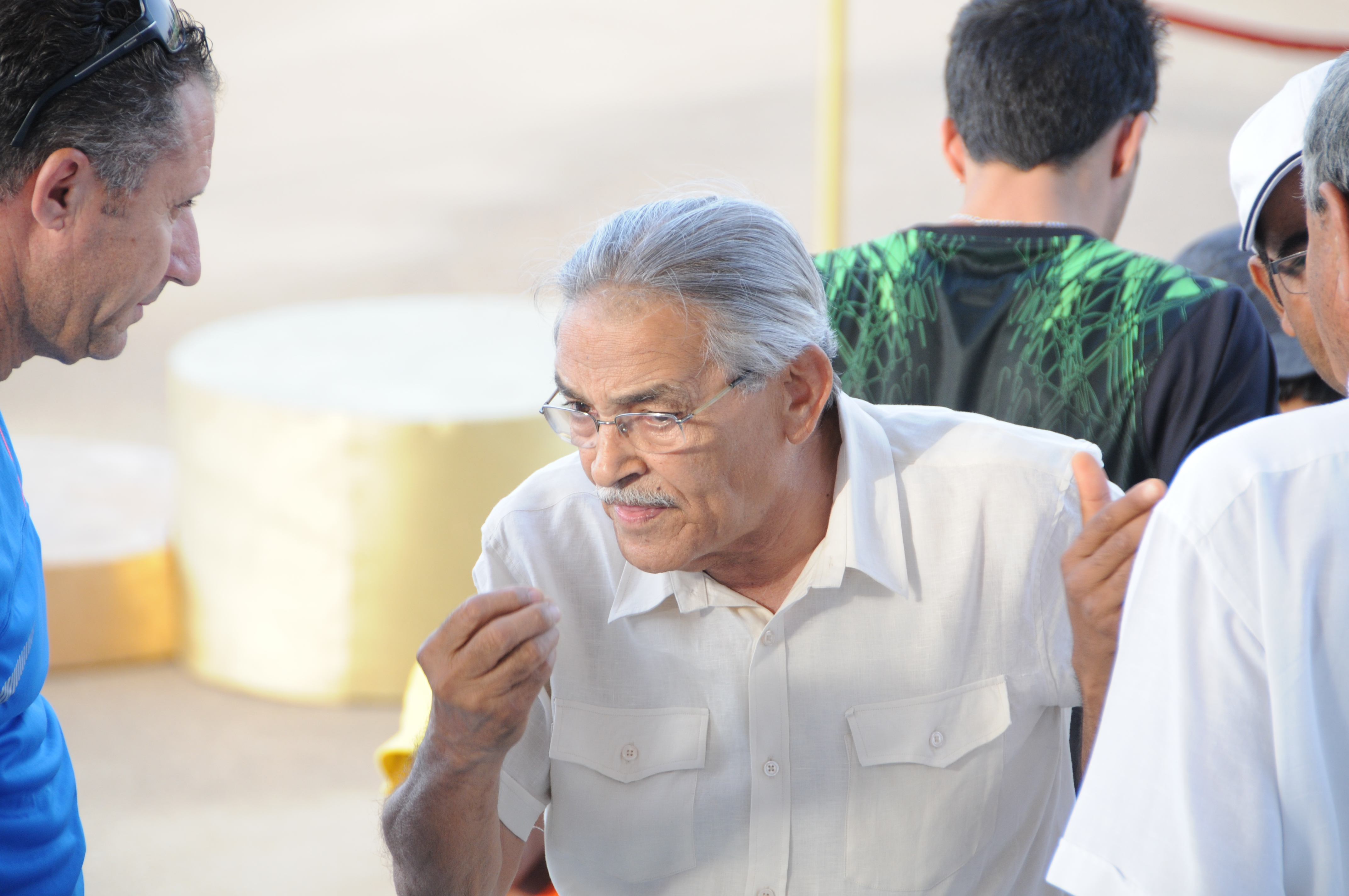
Younès Chetali, président du CNOT de 2011 à 2013.

Le Comité national olympique tunisien a été présidé par les personnalités suivantes :
| Date      | Nom                    |
| --------- | ---------------------- |
| 1957-1960 | Mohamed Ben Abdelkader |
| 1960-1962 | Chedly Zouiten         |
| 1962-1987 | Mohamed Mzali          |
| 1987-2002 | Slaheddine Baly        |
| 2002-2004 | Mohamed Gueddiche      |
| 2004-2009 | Abdelhamid Slama       |
| 2009-2011 | Slim Chiboub           |
| 2011-2013 | Younès Chetali (fi)    |
| 2013-     | Mehrez Boussayene      |